# Kykeon
Kykeon (gr. κυκεών) – starogrecka polewka z jęczmiennych krup, tartego sera, wina, często także miodu i ziół, podawana w czasie sympozjonu w celu podtrzymania trzeźwości.